# Скабелинский
Скабелинский — хутор в Урюпинском районе Волгоградской области России, в составе Михайловского сельского поселения.
Население — 100 (2010)

## История
Хутор входил в юрт станицы Михайловской Хопёрского округа Земли Войска Донского (с 1870 — Область Войска Донского). Предположительно основан во второй половине XIX века (В Списке населенных мест Земли Войска Донского 1859 года не указан). Согласно Списку населенных мест Области войска Донского по переписи 1873 года на хуторе Скабелин проживали 191 мужчина и 203 женщины. Согласно переписи населения 1897 года на хуторе проживали уже 333 мужчины и 349 женщин, из них грамотных: мужчин — 109, женщин — 15. Согласно алфавитному списку населённых мест Области Войска Донского 1915 года земельный надел хутора составлял 2716 десятин, проживало 371 мужчина и 370 женщин, имелось хуторское правление и приходское училище.
С 1928 года — в составе Новониколаевского района Хопёрского округа (упразднён в 1930 году) Нижне-Волжского края (с 1934 года — Сталинградского края). Хутор являлся центром самостоятельного Скобелинского сельсовета. В 1935 году в составе края образован Хопёрский район (с 1936 года район в составе Сталинградской области, с 1954 по 1957 год входил в состав Балашовской области), Скобелинский сельсовет включён в его состав. С 1936 года в составе сельсовета вместо одного значится два хутора: Верхне- и Нижне-Скобелинский. В соответствии с Указом Президиума Верховного Совета РСФСР от 14 июля 1954 года Вишняковский и Скобелинский сельсоветы Хопёрского района Балашовской области были объединены в один Вишняковский сельсовет с центром в хуторе Вишняковском. В 1959 году территория в границах земель бывшего колхоза «Родина» с населенными пунктами хуторами Верхне-Скобелинский, Нижне-Скобелинский и Нижне-Краснянский Вишняковского сельсовета была перечислена в состав Михайловского сельсовета. В 1959 году в связи с упразднением Хопёрского района Михайловский сельсовет со всеми населёнными пунктами в состав Урюпинского района. После передачи Урюпинскому району в учётных данных вновь значится один хутор Скабелинский

## География
Хутор находится в луговой степи, в пределах Хопёрско-Бузулукской равнины. Хутор вытянут в один ряд вдоль левого берега реки Косарки. Вдоль Косарки сохранились островки пойменного леса. Хутор расположен на высоте около 80 метров над уровнем моря. Почвы — чернозёмы обыкновенные.
По автомобильным дорогам расстояние до областного центра города Волгоград составляет 350 км, районного центра города Урюпинска — 23 км, до административного центра сельского поселения станицы Михайловской — 12 км. Ближайший населённый пункт хутор Сантырский расположен на противоположном берегу реки Косарки, по левой стороне реки выше по течению расположен хутор Нижнекраснянский.
Часовой пояс
Скабелинский, как и вся Волгоградская область, находится в часовой зоне МСК (московское время). Смещение применяемого времени относительно UTC составляет +3:00.

## Население
Динамика численности населения по годам:
| 1873 | 1897 | 1915 | 1987 | 2002 |
| ---- | ---- | ---- | ---- | ---- |
| 394  | 533  | 741  | ≈130 | 110  |

| 2010 |
| ---- |
| 100  |